# Thomas Böwer
Thomas Ulrich Böwer (* 28. April 1960 in Münster) ist ein deutscher Politiker der SPD und ehemaliges Mitglied der Hamburgischen Bürgerschaft. Er ist Mitbegründer der chinesischen Verbraucherplattform OKOer.

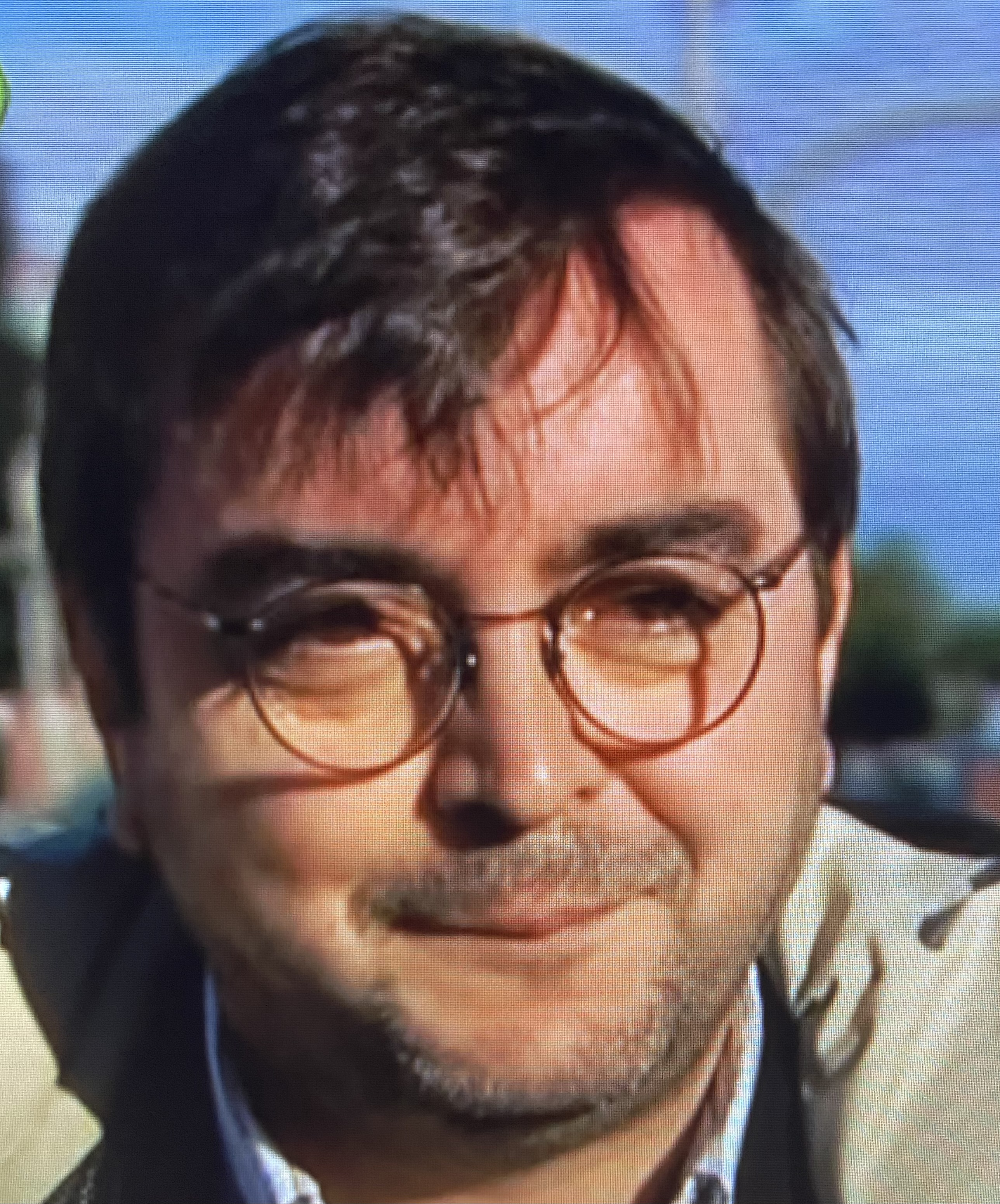
Thomas Böwer bei seinem Wahlkampf 2007

## Leben
Der Diplom-Pädagoge arbeitete von 1986 bis 1989 am Institut für soziale Arbeit e.V. in Münster. Danach war er Geschäftsführer des Votum Verlag GmbH. Von 1990 bis 1998 war er Angestellter bei der SPD Hamburg. Bis Sommer 2007 war er Geschäftsführer der Hamburger Gesellschaft zur Förderung von Demokratie und Völkerrecht e.V. Neben der parlamentarischen Arbeit war er Mitglied der Gewerkschaft Handel, Banken und Versicherungen (heute Verdi) und des Instituts soziale Arbeit e.V. Thomas Böwer war für eine kurze Zeit Vizepräsident des Deutschen Familienverbandes ist und Mitbegründer der chinesischen Ökotest-Plattform OKOer, für welche er nach Peking auswanderte. Er ist verheiratet und hat fünf Kinder.

## Politik
Böwer ist seit 1980 Mitglied der SPD. Von 1997 bis 2011 war er für seine Partei Mitglied der Hamburgischen Bürgerschaft. In der 18. Wahlperiode (2004–2008) war er SPD-Obmann des Parlamentarischen Untersuchungsausschusses (PUA) „Geschlossene Unterbringung Feuerbergstraße“. Bei der Bürgerschaftswahl 2008 konnte er über die Wahlkreisliste der SPD im Wahlkreis Lokstedt – Niendorf – Schnelsen erneut ins Parlament einziehen. Im Parlament saß er bis 2008 für seine Fraktion im Wirtschaftsausschuss sowie Gesundheits- und Verbraucherschutzausschuss. Von 2008 bis zu seinem Ausscheiden war er Mitglied im Familien-, Kinder- und Jugendausschuss sowie im Sozial- und Gleichstellungsausschuss. Er war handwerkspolitischer Sprecher seiner Fraktion. Bei den Wahlen am 20. Februar 2011 kandidierte er erneut auf der Wahlkreisliste im Wahlkreis Lokstedt – Niendorf – Schnelsen, erreichte aber nur die dritthöchste Stimmenanzahl der SPD-Kandidaten und verfehlte damit den Wiedereinzug in die Bürgerschaft.